# Sollbruchstelle

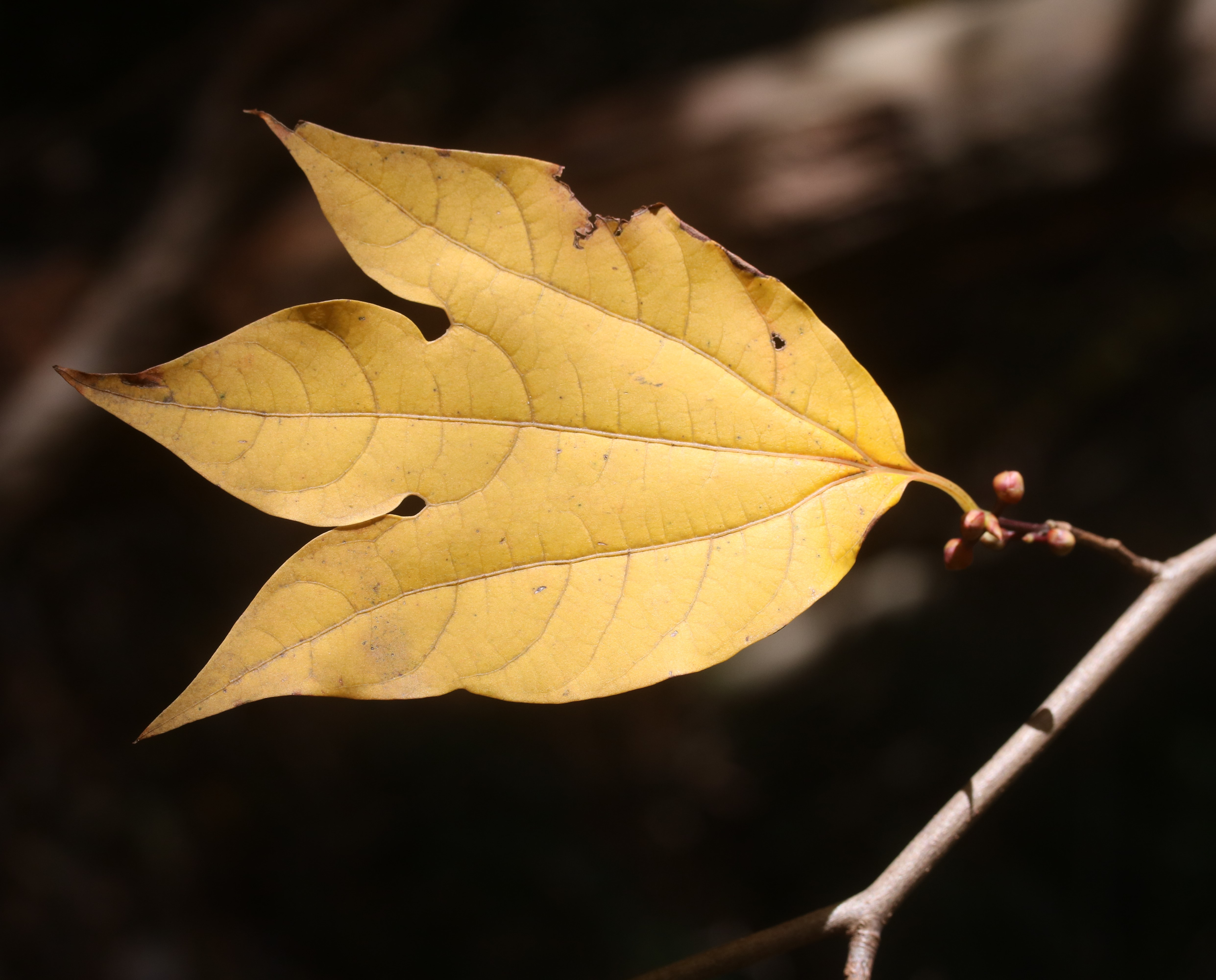
Jedes Blatt, das im Herbst vom Baum fällt, bricht an der dafür vorgesehenen Sollbruchstelle ab

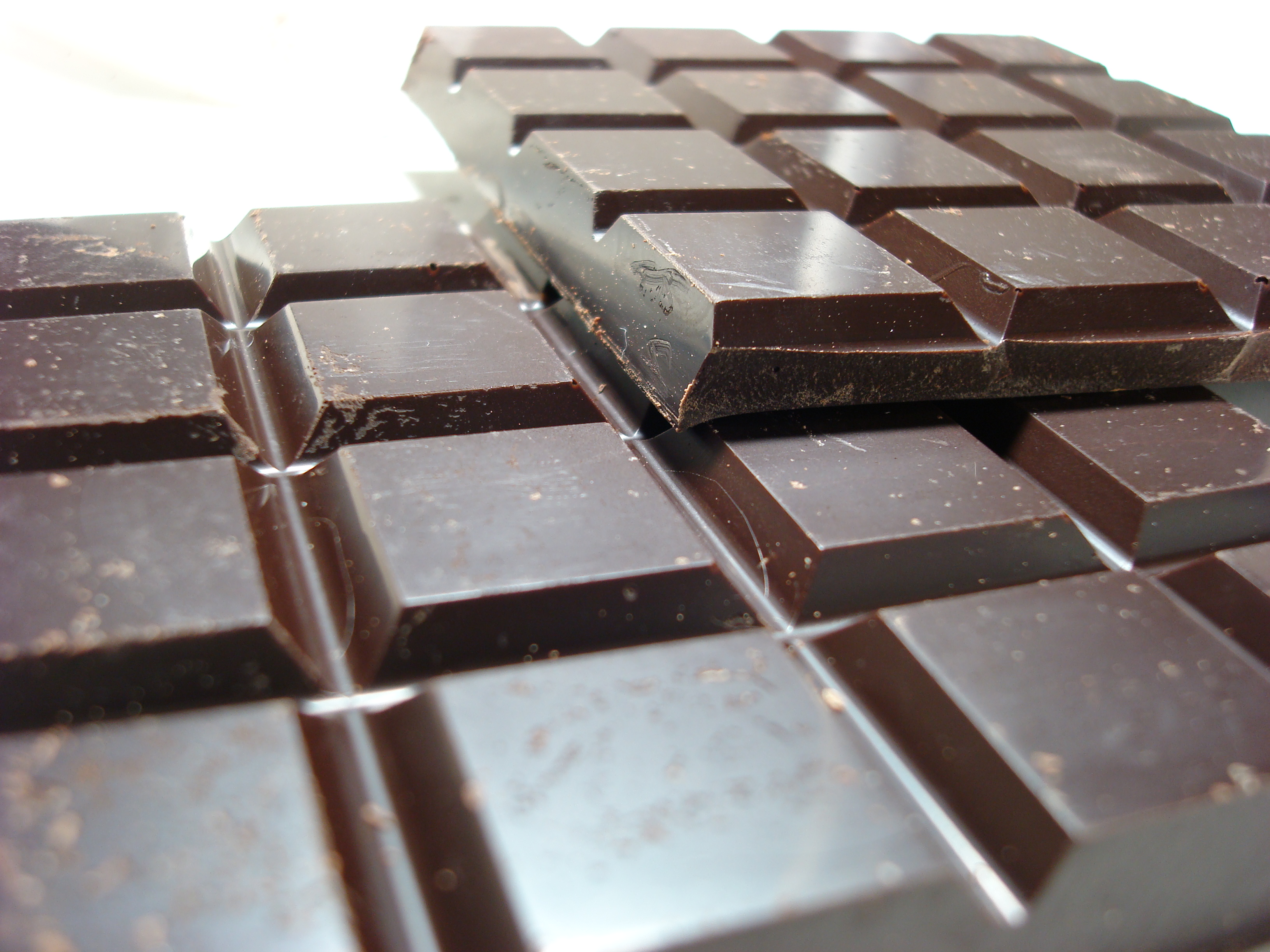
Kerben in tafelförmigen Lebensmitteln, wie z. B. Schokolade, erleichtern die Portionierung.

Eine Sollbruchstelle ist eine durch eine besondere Struktur vorgegebene Stelle, an der natürliche Objekte, darunter zahlreiche Pflanzen, aber auch Minerale brechen. Besonders typisch sind Sollbruchstellen an Blättern, Früchten oder Sammelfrüchten.
Im Tierreich findet man Sollbruchstellen unter anderem im Bereich der Autotomie, wo sie Tieren in Lebensgefahr ermöglichen ein Körperteil abzuwerfen, um einen Angriff zu überleben.
Der Mensch hat diese Materialeigenschaft kopiert und einer Reihe von Gegenständen eine bestimmte Form oder Konstruktion (meist eine Materialverjüngung) verliehen. So brechen Objekte bei Belastung an einer bestimmten Stelle, wo z. B. eine Kerbe, Perforation oder eine Ritzspur angebracht wurde. Durch die Kerbwirkung ist das Bauteil entscheidend geschwächt.

## Natürliche Sollbruchstellen

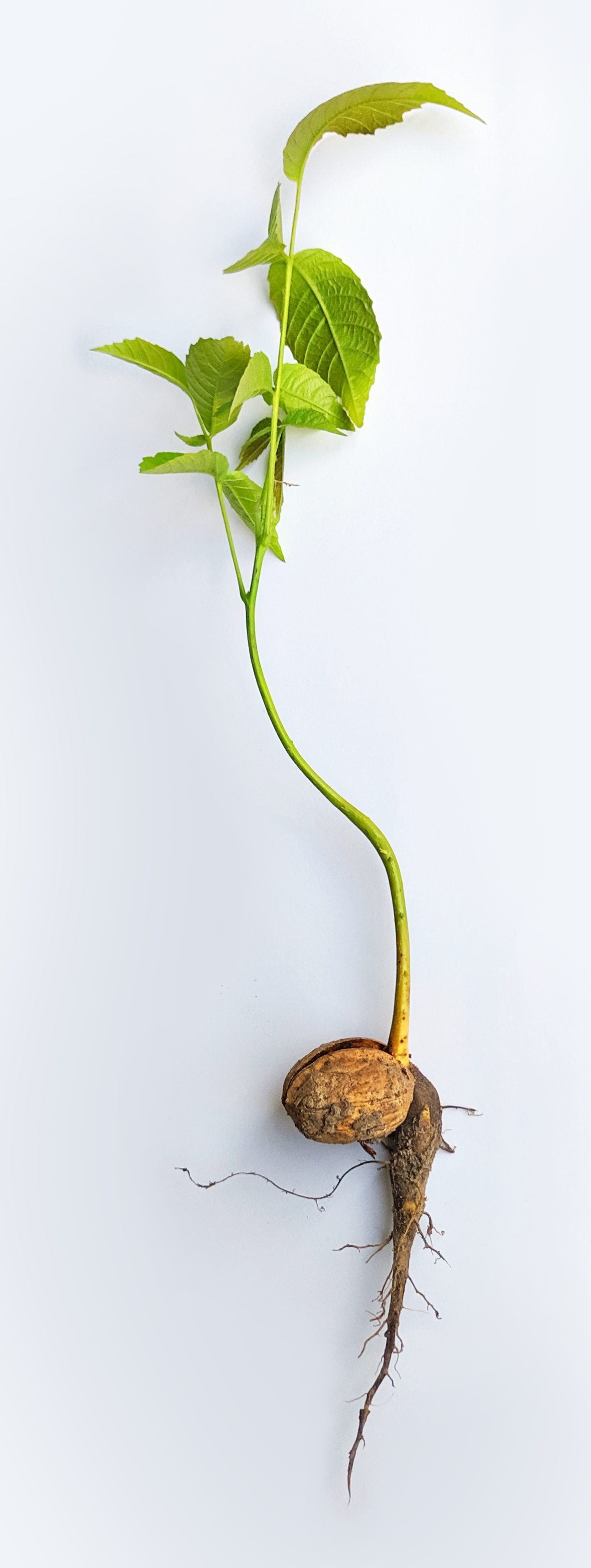
Die zweiteilige Schale soll den Kern der Walnuss bis zur Keimung schützen

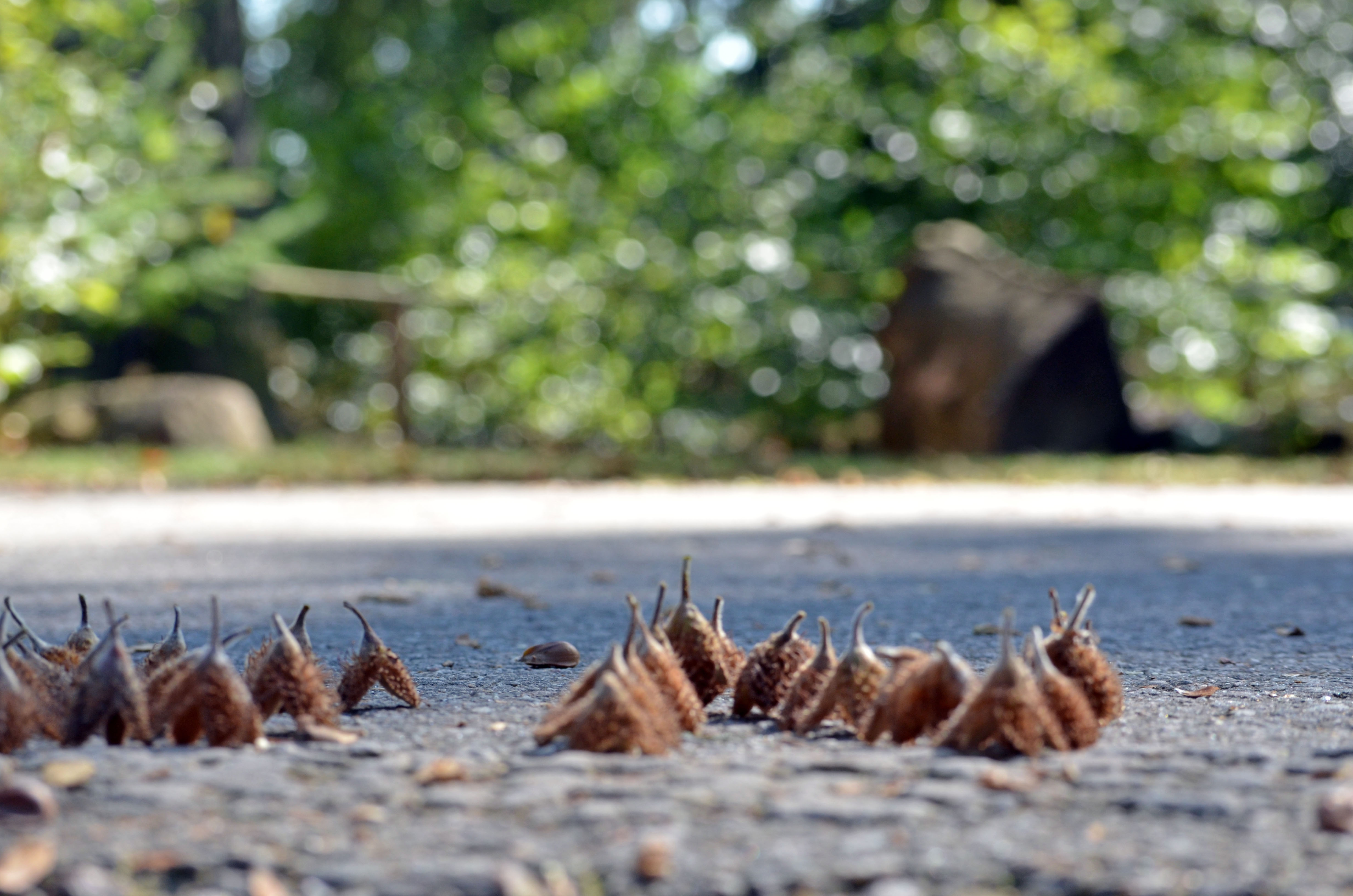
Auch Sammelfrüchte wie diese Bucheckern verfügen über Sollbruchstellen

In der Natur ermöglichen Sollbruchstellen den Verlust von nicht länger benötigtem Material, wie nachwachsenden Geweihen oder Laubblättern. Darüber hinaus gibt es Reaktionen, wie die von Nesselzellen, welche ebenfalls durch winzige Sollbruchstellen ermöglicht werden. Ähnlich wie bei vom Menschen nachempfundenen Strukturen kennt die Natur auch vorgegebene Unterteilungen wie Nussschalen, die allerdings ursprünglich dafür bestimmt waren, das Öffnen der Schale von Innen zu erleichtern.
Pflanzen
- Trichome sind winzige Sollbruchstellen, die z. B. an Nesselzellen zu finden sind.[2]
- Brennhaare sind nicht nur an einigen Pflanzen zu finden, manche Gliederfüßer schützen sich ebenfalls durch Haare, die bei Berührung brechen und Reizungen verursachen.
- Krautige Pflanzen sind in vielen Fällen so aufgebaut, dass sie aufgrund von Sollbruchstellen in den Stängeln bei Frost nur oberhalb dieser Stellen absterben, während der im Boden verwurzelte Teil der Pflanze intakt bleibt.[3]
- Für die Samenausbreitung nutzen einige Pflanzenarten, wie z. B. Springkräuter, spezielle Schleudermechanismen. Als Grundlage dient oftmals ein bestimmter Reifegrad bzw. Austrocknung der Samen (oder auch plötzlicher Regen), sowie das anatomisch unterschiedlich gebaute Gewebe, welches Spannung aufbaut. Die Energie, die frei wird, wenn das Gewebe an den Sollbruchstellen reißt, wird zum Wegschleudern der Samen verwendet.[4]
- Bei der Bruch-Weide sind die Äste so konzipiert, dass abgerissene Äste wieder Wurzeln schlagen, wenn sie andernorts ans Ufer geschwemmt werden.
- Vegetative Vermehrung befähigt einige Pflanzen, wie z. B. Brutblätter (Bryophyllum), lebensfähige Ableger zu produzieren, die sich selbstständig von der Mutterpflanze trennen.
- Bei Früchten, die vom Menschen gezüchtet und als Nahrungsmittel verwendet werden, wie Kulturäpfeln, Birnen oder Feigen, erleichtert die typische Sollbruchstelle am pflanzenseitigen Ende des Stiels die Ernte und verhindert eine Beschädigung der Pflanze und der Frucht.
- Steinfrüchte wie z. B. die Walnuss schützen ihren Kern durch zwei Schalen, deren Hälften an der Sollbruchstelle vom Sämling aufgestemmt werden.[1]

Tiere

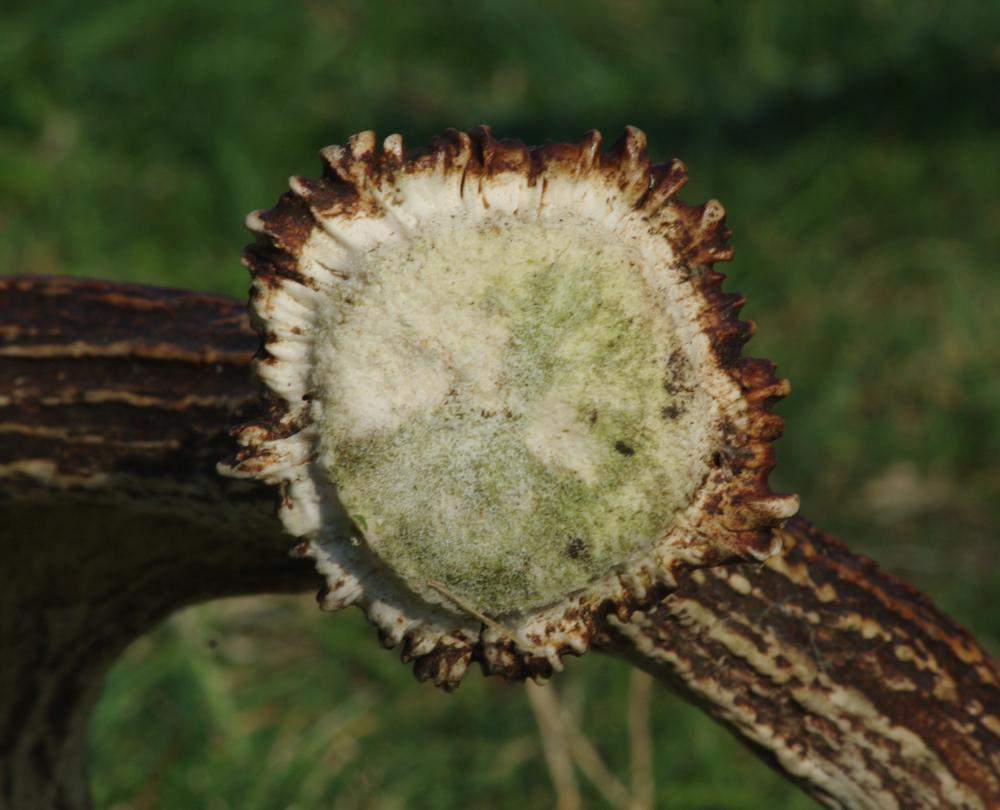
Petschaft an einem abgeworfenen Elchgeweih

- Geweihe von Wild verfügen über eine spezielle Bruchstelle, die in der Jägersprache als „Petschaft“ bezeichnet wird. An dieser Stelle bricht das alte Geweih im Winter ab, bevor sich die neuen Geweihstangen bilden.
- Zauneidechsen zählen zu den Tieren, die zur Autotomie fähig sind, eine Sollbruchstelle ermöglicht es ihnen, den Schwanz abzuwerfen, um einen Beutegreifer abzulenken.
- Haarsterne (Comatulida) verfolgen die gleiche Strategie und können bei Berührung ihre Blutgefäße verschließen, um einzelne Arme an einer Sollbruchstelle abzustoßen. Der abgetrennte Arm wird Fressfeinden im Fall eines Angriffs überlassen, während der Stachelhäuter den Angriff überlebt.[5]
- Riffbildende Korallen überleben schwere Stürme und Seebeben, da ihre Arme mit Sollbruchstellen ausgestattet sind, wodurch Steinkorallen bei schweren Stürmen nur teilweise abbrechen, während der andere Teil überlebt. In Forschung und Aquaristik werden diese Stellen gezielt zur Vermehrung von Korallen genutzt.[6]

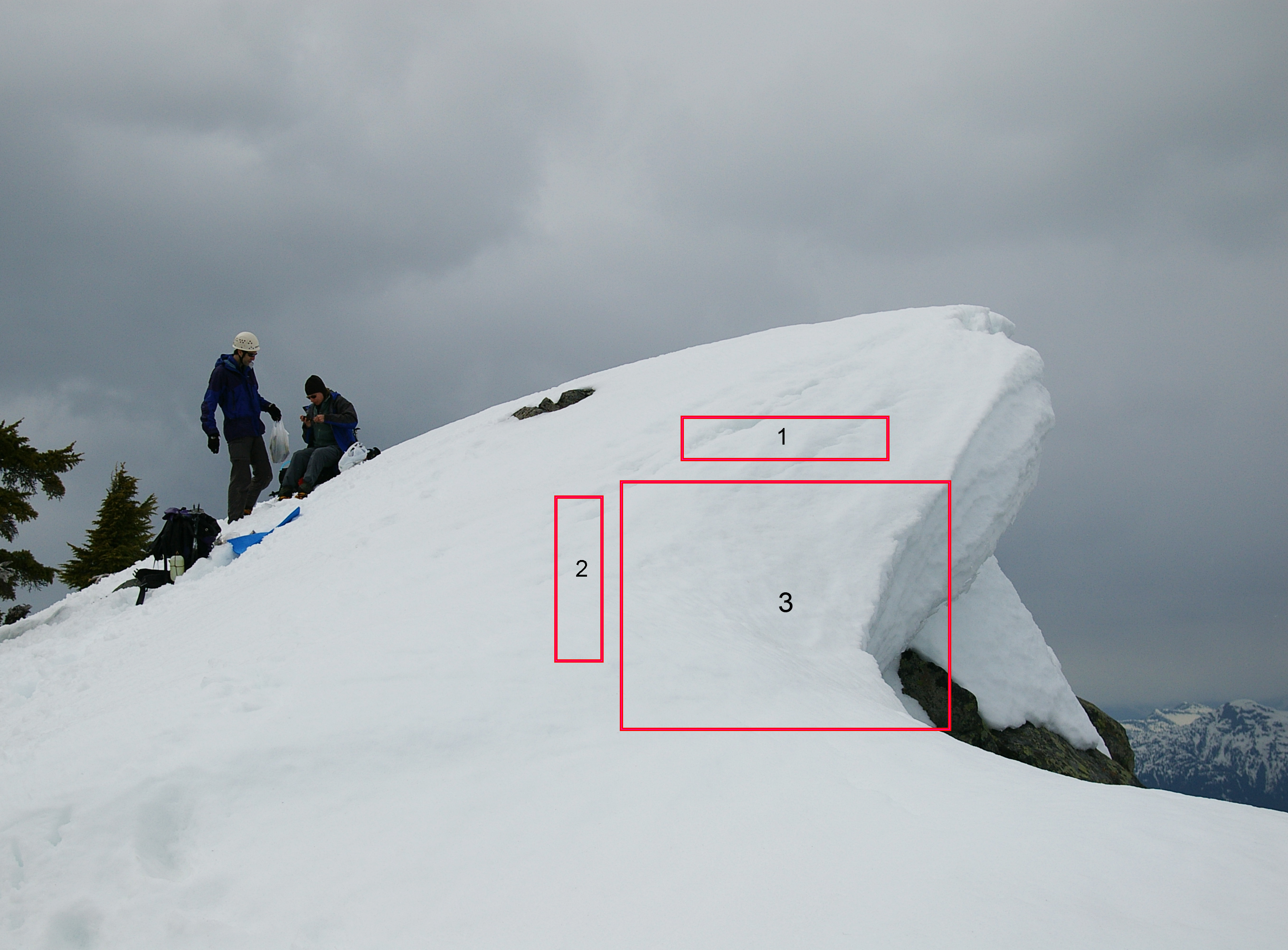
Die Bruchstelle von Wechten lässt sich mittlerweile rechnerisch vorhersagen

Natürliche Formationen
- Schneeverwehungen, die in Gebirgsregionen auftreten und als Wechten bezeichnet werden, brechen an Sollbruchstellen, die als Wechtenspalt bezeichnet werden und oft unter der Schneedecke verborgen sind.[7]
- Für die Berechnung möglicher Sollbruchstellen in Schelfeis wurde bereits ein mathematisches Modell entwickelt, um Vorhersagen zu Abbruchstellen unter Berücksichtigung der vorhandenen Gegebenheiten machen zu können.[8]
- Steilküsten sowie eine Reihe weiterer geologischer Formationen brechen ebenfalls an Stellen, wo das Zusammenspiel von Belastung, Durchnässung und weiteren Faktoren dies am wahrscheinlichsten macht.

Minerale
- Spaltbarkeit bezeichnet die Eigenschaft bestimmter Kristalle, bei mechanischer Beanspruchung parallel zu einer (oder zu mehreren) ebenen Spaltfläche zu brechen.[9]

## Künstliche Sollbruchstellen

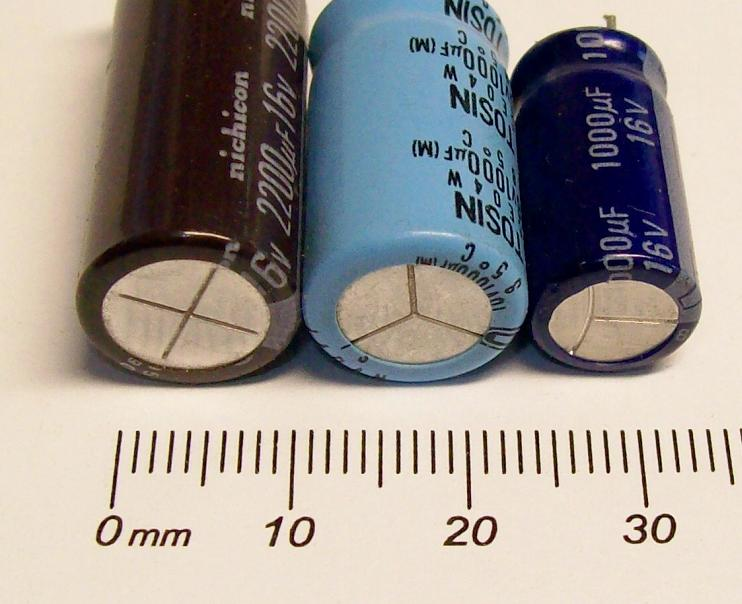
Durch Prägen eingebrachte Sollbruchlinien in den Becherböden von Aluminium-Elektrolytkondensatoren

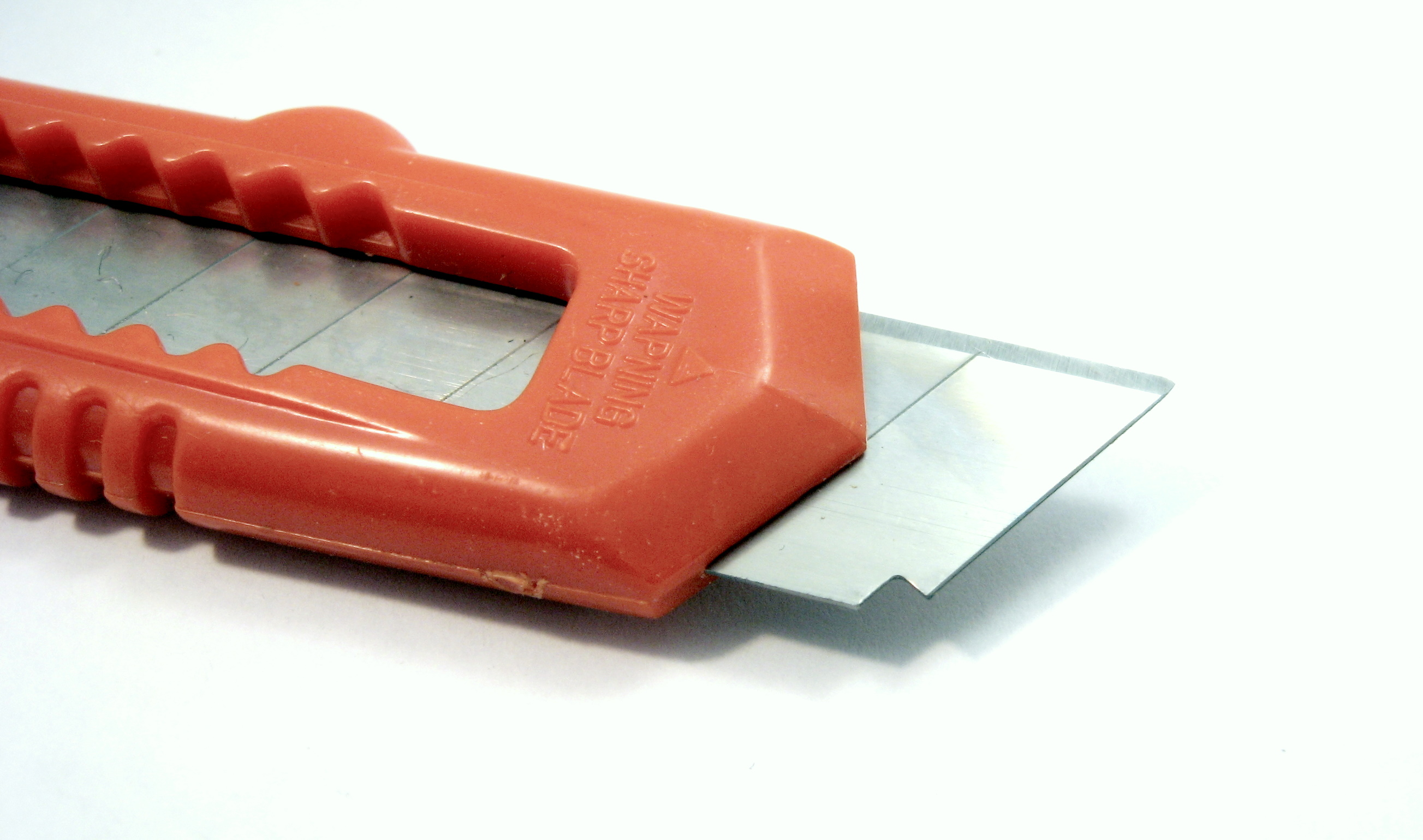
Teppichmesser mit Abbrechklinge

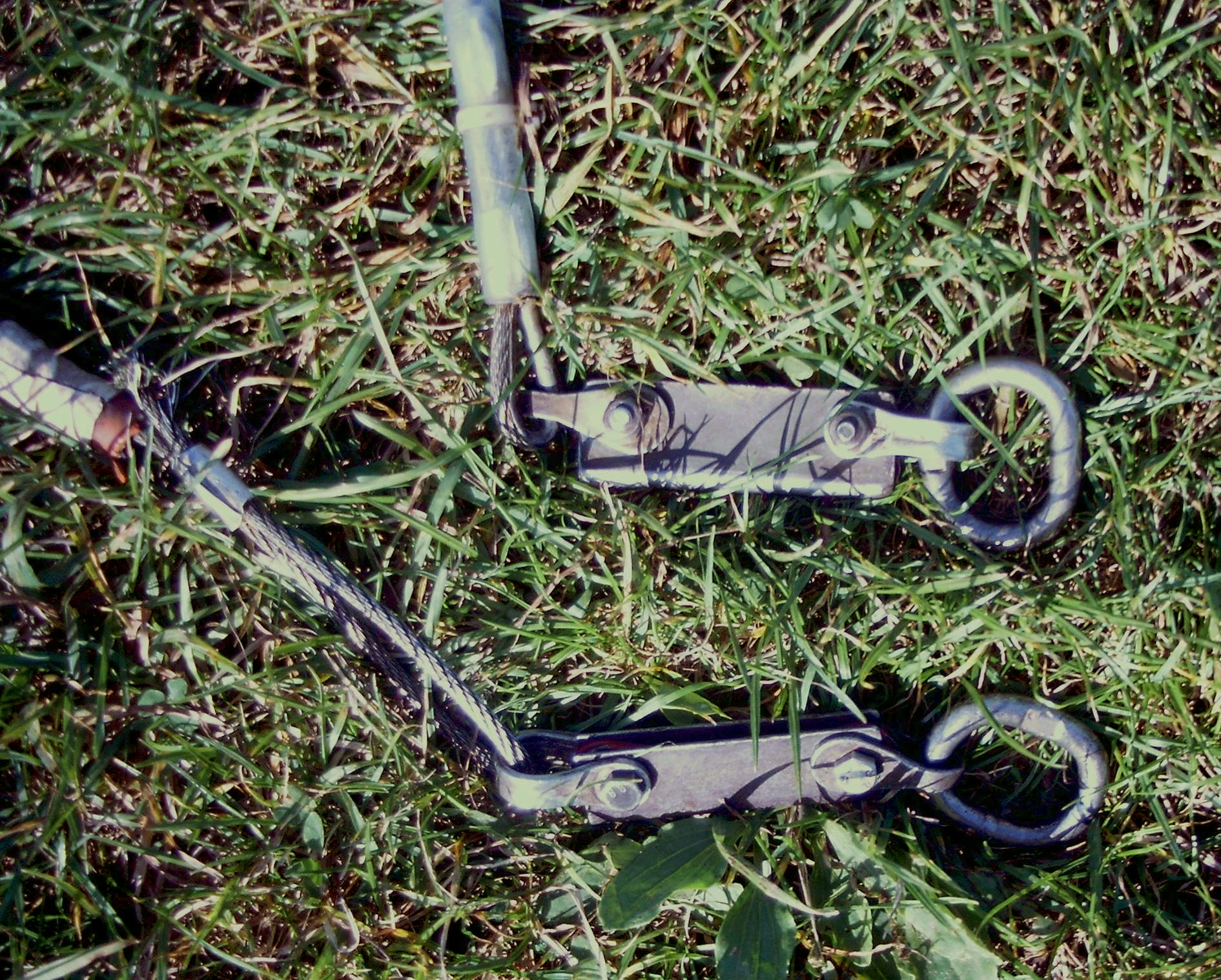
Sollbruchstellen am Vorseil beim Segelflug

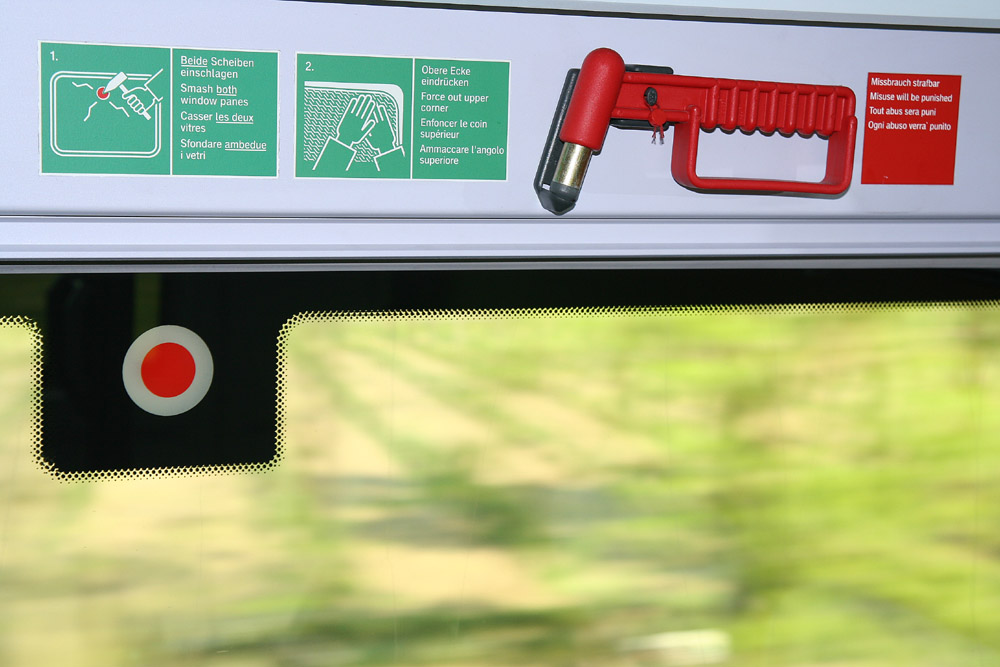
Sollbruchstelle eines Notausstiegsfensters des ICE 1 mit Nothammer

Im Alltag erleichtern Sollbruchstellen das Trennen und Unterteilen von Materialien oder das Öffnen von Behältern. Industriell wird Bruchtrennen an Sollbruchstellen als Fertigungsmethode eingesetzt. Ein Beispiel ist das Ritzen von Leiterplatten entlang ihrer Endkontur, bevor sie automatisch im Nutzen bestückt werden.
Eine weitere auch industriell wichtiger Einsatzbereich ist der Überlastschutz, wobei oftmals austauschbare Elemente verwendet werden, wie z. B. Abscherstifte in Kupplungen. Diese Teile sind schwächer dimensioniert als der Rest der Anlage. U. a. bei Haushaltsgeräten sind diese Teile als Ersatzteil erhältlich. Man kann sie meist ohne Fachkenntnisse tauschen, z. B. bei kleinen Außenbordmotoren, Rasenmähern und Küchenmaschinen. Sollbruchstellen dienen bei Abbrechklingen (z. B. bei Teppichmessern) dem leichteren Entfernen des stumpfen Klingenabschnittes; ein unverbrauchter und scharfer Klingenabschnitt wird zur Benutzung freigegeben.
Das Ziel ist hier zum Beispiel, dass Druck, Drehmoment oder Kraft begrenzt werden und auf diese Weise ein größerer Schaden im Gesamtsystem vermieden wird (Beispiel Rutschkupplung oder Drehmomentschlüssel). Sollbruchstellen an Verpackungen dienen hingegen zum komfortableren Öffnen.
Deutlich abzugrenzen ist der Begriff zur beabsichtigt konstruierten Schwachstelle im Zusammenhang mit geplanter Obsoleszenz. Dabei wird davon ausgegangen, dass Hersteller zur Absatzförderung gezielt Schwachstellen in ihre Produkte einbauen, um die Lebenszeit des Produktes künstlich zu verkürzen und den Verkauf weiterer Produkte anzukurbeln (beispielsweise bei Damenstrümpfen, Pullovern, Reißverschlüssen, Glühlampen oder unterdimensionierten Bauteilen, die einer Dauerbelastung nicht lange standhalten).
Beispiele für künstliche Sollbruchstellen

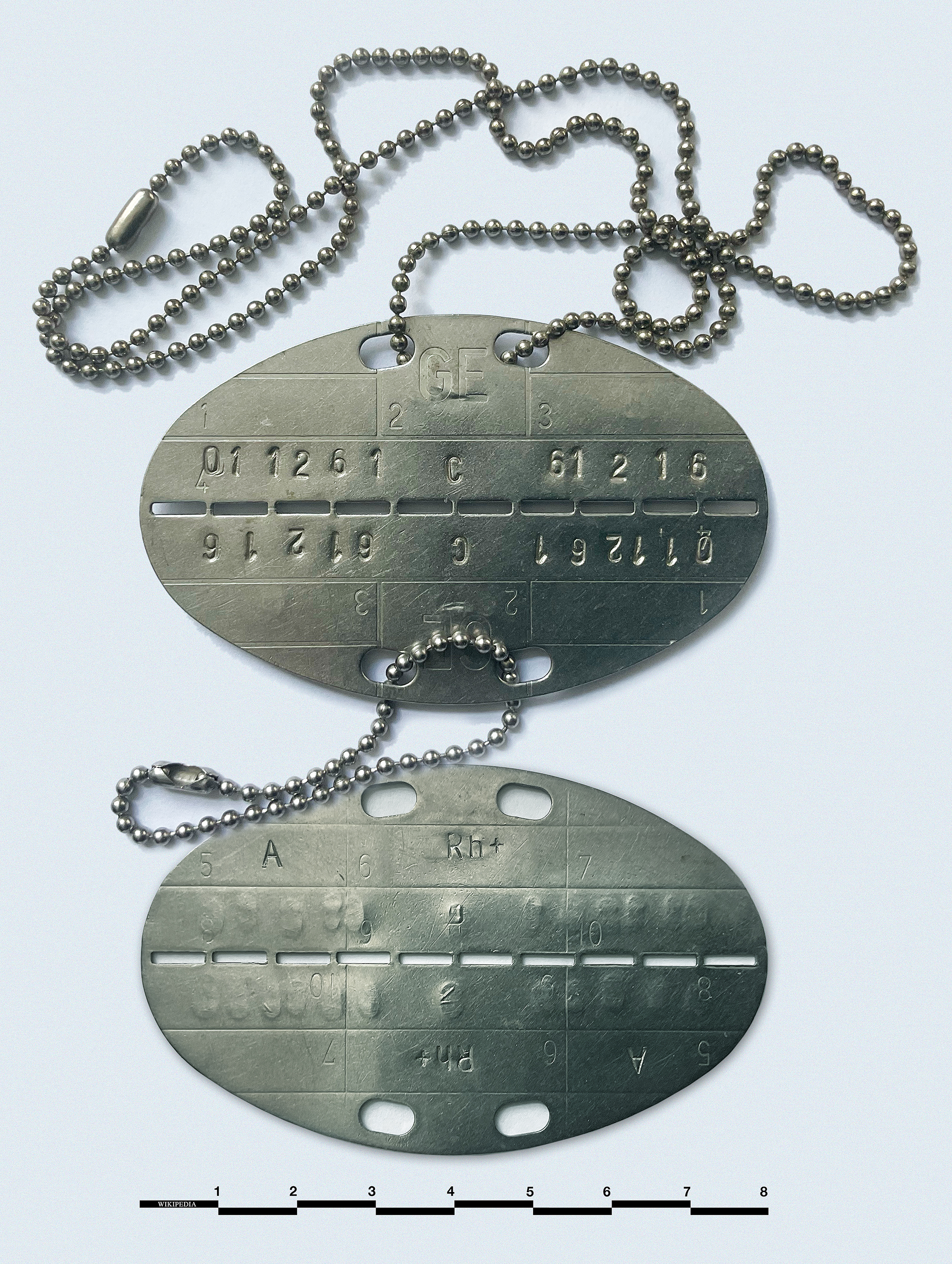
Erkennungsmarke der Bundeswehr

Unterschiedliche künstliche Sollbruchstellen (nach Funktion):
Leichteres Öffnen
- Ampullen; Brechampullen
- Verschlüsse von Einwegverpackungen, wie Getränkedosen oder Twist-Tops (Abdrehverschlüsse)
- Champagnerflaschen besitzen Sollbruchstellen, um sie mit einem Champagnersäbel „sabrieren“ zu können.

Trennen
- Schokoladentafeln besitzen Sollbruchstellen, um sie leichter in mundgerechte Stücke zerbrechen zu können. (Auch bei Palmfett, z. B. Palmin, üblich.)
- An Gießlingen oder Stanzteilen werden die Verbindungen zu mehreren Bauteilen als Sollbruchstellen ausgelegt, um die Bauteile leicht und ohne Beschädigung vom überschüssigen Material (Angüsse, geschlossener Stanzabfall) abtrennen zu können (z. B. Modellbau, entfernbare Durchbrüche in Gehäusen und Abzweigdosen).
- Bei Stanzformen aus Pappe (z. B. Bastelbögen, Adventskalender), Papier (z. B. Briefmarken,  Toilettenpapier auf einer Rolle) oder Kunststoff (Tablettenblister) führt eine Perforation des Materials zu Sollbruchstellen.
- Tabletten weisen mitunter Einkerbungen auf, um sie sauber halbieren zu können, so dass möglichst gleich große Teilstücke entstehen.
- Halsbänder für Hauskatzen können Sollbruchstellen aufweisen, damit sich das Tier nicht stranguliert, wenn es mit dem Halsband hängen bleibt.[11] Manche Lanyards haben aus dem gleichen Grund eine Sollbruchstelle.
- Erkennungsmarken von Soldaten in einigen Ländern, bspw. in Deutschland (die obere Hälfte wird im Todesfall an den Zeh gehängt, die untere Hälfte wird zur Registrierungsstelle gebracht)

Schutz bzw. Schadensbegrenzung
- Druck- und Vakuumbehälter werden manchmal durch Berstscheiben geschützt.
- Im innerstädtischen Straßenraum werden Poller mit Sollbruchstelle verwendet. Werden sie von einem Fahrzeug angefahren, bricht der Poller an dieser Stelle ab. Die Schäden am Fahrzeug bleiben gering.
- Bodenbearbeitungsgeräte wie Pflüge oder Schwergrubber verfügen oft über Scherbolzen, die bei Überlastung als Sollbruchstellen wirken.
- In der Aviatik sollen Scherbolzen und Sollbruchstellen verhindern, dass die Flugzeugstruktur beschädigt wird; so sollte das Hauptfahrwerk eines Flugzeuges bei zu hoher Last derart weg brechen, dass es den Flügel und somit die Treibstofftanks mit ihrem hohen Gefahrenpotential nicht beschädigen kann, während schon bei der Erprobung der Boeing 707 im Jahr 1954 die Triebwerke so befestigt waren, dass sie, falls sie außer Kontrolle gerieten, abfallen sollten.[12]
- Sollbruchstellen sorgen an Aluminium-Elektrolytkondensatoren dafür, dass der Schaden einer Explosion bei Überlastung in Grenzen bleibt.
- Die Brems- und Kupplungshebel mancher Motorräder verfügen über Sollbruchstellen, damit der Hebel bei einem Sturz nicht vollständig abbricht und anschließend noch zur Bedienung der Maschine verwendet werden kann.
- Einscheiben-Sicherheitsglas zerspringt bei Beschädigung in kleine, eher runde Bruchstücke anstatt in spitze, gefährlichere Splitter.

Sonstiges

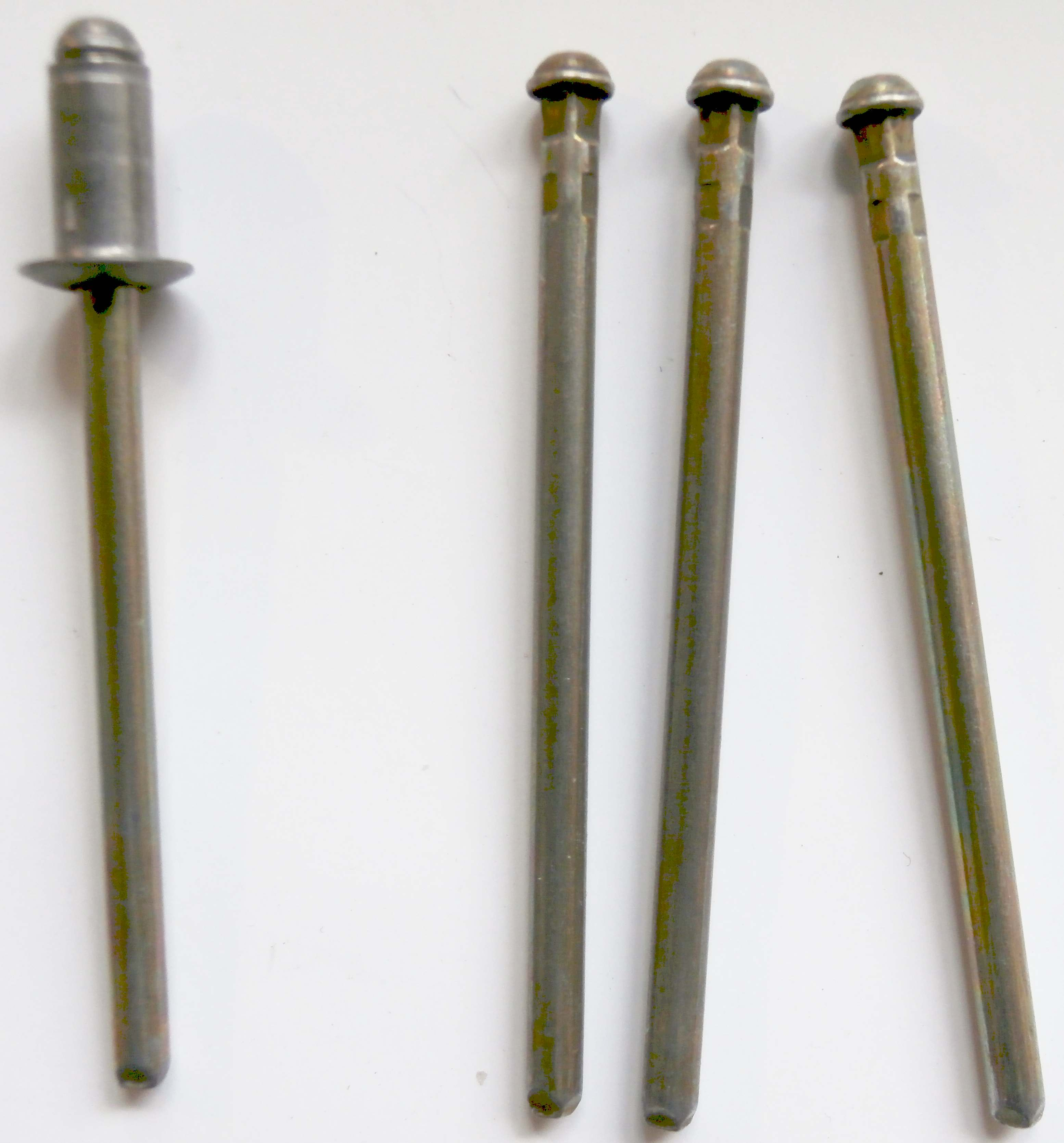
Blindniete: Die unterhalb des Dorns sichtbaren Kerbungen sind Sollbruchstellen, an dieser Stelle reißt der Stift ab. Der Bruch wird durch Kerbwirkung erzielt.

- Bei Sicherheitsaufklebern/-siegeln oder Preisschildern soll ein unbefugtes Entfernen verhindert werden: Sollbruchstellen bewirken hier, dass sich das Etikett nicht als Ganzes abtrennen lässt, sondern es beim Versuch des Ablösens zerreißt.
- Bei Blindnieten ist der Zugstift mit einer Sollbruchstelle ausgestattet. Am Ende des Nietvorgangs reißt der Stift dort ab, und es ergibt sich eine Verbindung ohne vorstehenden Draht.
- Eierhandgranaten haben Einkerbungen auf der Oberfläche, damit sie bei der Explosion in viele Splitter zerreißen.
- Schmelzsicherungen weisen Sollbruchstellen für den elektrischen Strom auf. Diese können als Bauteil oder auch als schmale Stelle eines Leiterzuges ausgebildet sein und unterbrechen den Strom durch Schmelzen aufgrund ihrer Eigenerwärmung (Stromwärme).
- Überdruckventile